# Bathyphantes yukon
Bathyphantes yukon là một loài nhện trong họ Linyphiidae.
Loài này thuộc chi Bathyphantes. Bathyphantes yukon được Wilton Ivie miêu tả năm 1969.